# غيليرمو أليسون
غيليرمو أليسون (بالإسبانية: Guillermo Allison)‏ (25 سبتمبر 1990 بتوكستلا غوتيريز في المكسيك - ) هو لاعب كرة قدم مكسيكي في مركز حراسة المرمى. لعب مع كروز آزول.

## وصلات خارجية
- غيليرمو أليسون على موقع قاعدة بيانات كرة القدم.إي يو (الإنجليزية)
- غيليرمو أليسون على موقع Soccerway.com (الإنجليزية)
- غيليرمو أليسون على موقع AS.com (الإسبانية)